# Trouble de restriction ou évitement de l’ingestion des aliments
 (mars 2023).
La mise en forme du texte ne suit pas les recommandations de Wikipédia : il faut le « wikifier ».
Les points d'amélioration suivants sont les cas les plus fréquents. Le détail des points à revoir est peut-être précisé sur la page de discussion.
- Les titres sont pré-formatés par le logiciel. Ils ne sont ni en capitales, ni en gras.
- Le texte ne doit pas être écrit en capitales (les noms de famille non plus), ni en gras, ni en italique, ni en « petit »…
- Le gras n'est utilisé que pour surligner le titre de l'article dans l'introduction, une seule fois.
- L'italique est rarement utilisé : mots en langue étrangère, titres d'œuvres, noms de bateaux, etc.
- Les citations ne sont pas en italique mais en corps de texte normal. Elles sont entourées par des guillemets français : « et ».
- Les listes à puces sont à éviter, des paragraphes rédigés étant largement préférés. Les tableaux sont à réserver à la présentation de données structurées (résultats, etc.).
- Les appels de note de bas de page (petits chiffres en exposant, introduits par l'outil «  Source ») sont à placer entre la fin de phrase et le point final[comme ça].
- Les liens internes (vers d'autres articles de Wikipédia) sont à choisir avec parcimonie. Créez des liens vers des articles approfondissant le sujet. Les termes génériques sans rapport avec le sujet sont à éviter, ainsi que les répétitions de liens vers un même terme.
- Les liens externes sont à placer uniquement dans une section « Liens externes », à la fin de l'article. Ces liens sont à choisir avec parcimonie suivant les règles définies. Si un lien sert de source à l'article, son insertion dans le texte est à faire par les notes de bas de page.
- La présentation des références doit suivre les conventions bibliographiques. Il est recommandé d'utiliser les modèles {{Ouvrage}}, {{Chapitre}}, {{Article}}, {{Lien web}} et/ou {{Bibliographie}}. Le mode d'édition visuel peut mettre en forme automatiquement les références.
- Insérer une infobox (cadre d'informations à droite) n'est pas obligatoire pour parachever la mise en page.

Pour une aide détaillée, merci de consulter Aide:Wikification.
Si vous pensez que ces points ont été résolus, vous pouvez retirer ce bandeau et améliorer la mise en forme d'un autre article.
 Mise en garde médicale
Le trouble de l'apport alimentaire évitant/restrictif ou trouble de l’alimentation sélective et évitante (plus connu sous son acronyme anglais ARFID—Avoidant and Restrictive Food Intake Disorder) est un type de trouble de l'alimentation dans lequel les personnes ne mangent qu'au sein d'un répertoire extrêmement restreint d'aliments. Il s'agit d'un problème de santé mentale grave qui amène l'individu à limiter sa consommation d'aliments en volume et/ou en variété.
Cet évitement peut être basé sur l'apparence, l'odeur, le goût, la texture (en raison de la sensibilité sensorielle), la marque, la présentation dans l'assiette, la peur de conséquences néfastes, le manque d'intérêt pour la nourriture ou une expérience très négative passée avec un plat, à un point qui peut conduire à des carences nutritionnelles, à un retard de croissance ou à d'autres problèmes de santé,,. À la différence de certains autres troubles des conduites alimentaires, il n'est pas causé par un souci d'apparence corporelle ou une tentative de perdre du poids.

## Signes et symptômes
Les personnes atteintes d'ARFID ont une incapacité à manger certains aliments.
Les aliments dits « sûrs » pour ces personnes peuvent être limités à certains types d'aliments voire à des marques spécifiques. Dans certains cas, les personnes atteintes de ce trouble excluent des groupes d'aliments entiers, comme les fruits ou des légumes. Parfois, les aliments exclus peuvent être refusés en raison de leur couleur (par exemple, des poivrons jaunes au lieu de poivrons rouges). Dans certains cas, ces personnes peuvent n'aimer que les aliments très chauds ou très froids, les aliments très croquants ou difficiles à mâcher, ou les aliments très mous, ou éviter les sauces.
La plupart des personnes atteintes d'ARFID maintiennent toujours un poids corporel sain ou typique. Il n'y a pas d'apparences extérieures spécifiques associées à l'ARFID. Les personnes atteintes de la maladie peuvent éprouver des réactions gastro-intestinales physiques à des aliments indésirables telles que des haut-le-cœur ou des vomissements. Certaines études ont identifié des symptômes d'évitement social dus à leurs habitudes alimentaires, comme un refus d'aller au restaurant. La plupart des personnes atteintes d'ARFID changeraient leurs habitudes alimentaires si elles le pouvaient.

### Troubles associés
Le dépistage de la cause de l'ARFID a été difficile en raison du manque de critères de diagnostic et de définition concrète. Cependant, beaucoup ont proposé d'autres troubles qui coexistent avec l'ARFID.
Il existe plusieurs sous-catégories identifiées pour l'ARFID : 
- Évitement sensoriel, où l'individu refuse l'apport alimentaire en fonction de l'odeur, de la texture, de la couleur, de la marque, de la présentation ;
- Un manque d'intérêt à consommer la nourriture ou à la tolérer à proximité ;
- La nourriture étant associée à des stimuli évocateurs de peur qui se sont développés au cours d'une histoire apprise.

### Autisme
Les symptômes de l'ARFID s'accompagnent généralement de symptômes d'autres troubles ou d'une neurodivergence. Chez 80 % des enfants qui ont également une déficience intellectuelle, on retrouve un trouble de l'alimentation, les enfants présentant souvent des symptômes de trouble obsessionnel-compulsif et d'autisme.
Bien que de nombreuses personnes atteintes d'ARFID présentent des symptômes de ces troubles neuropsychologiques, elles ne sont généralement pas admissibles à un diagnostic complet. Les comportements stricts et la difficulté à s'adapter à de nouvelles expériences sont des symptômes courants chez les patients du spectre autistique. Une étude réalisée par Schreck à l'Université d'État de Pennsylvanie a comparé les habitudes alimentaires des enfants atteints de troubles du spectre autistique (TSA) et des enfants au développement neurotypique. Après avoir analysé leurs habitudes alimentaires, il a été suggéré que les enfants présentant un certain degré de TSA ont un degré plus élevé de néophobie alimentaire. Les aliments consommés par plus de 50 % des enfants indiquant une nette préférence pour les féculents (comme les crackers, les chips, les gâteaux, les biscuits, les pâtes ou encore le pain blanc). Les enfants atteints de TSA sont moins susceptibles de dépasser les comportements alimentaires sélectifs, et la consultation d'un clinicien est recommandée pour résoudre leurs problèmes d'alimentation,.

### Troubles anxieux
Des évitements alimentaires spécifiques pourraient être causés par des phobies alimentaires qui provoquent une grande anxiété lorsqu'on présente des aliments nouveaux ou redoutés. Les symptômes psychologiques et l'anxiété créés sont similaires à ceux des personnes souffrant de TCA. Certaines personnes atteintes d'ARFID ont des peurs telles que l'émétophobie (peur de vomir) ou la peur de s'étouffer.

### Anorexie nerveuse
Bien que les symptômes physiques puissent être similaires, l'anorexie mentale diffère de l'ARFID car, dans l'ARFID, le manque d'apport alimentaire n'est pas lié à l'image corporelle ou à des problèmes de poids.
De plus, dans une étude analysant les similitudes entre les patients avec anorexie mentale et les patients avec ARFID, ceux avec ARFID étaient :
- significativement plus jeunes (10,8 contre 14,1 ans) ;
- avec un début de maladie plus précoce (6,2 contre 13,7 ans) ;
- et un temps d'évolution plus long (61,2 contre 8,4 mois).

En outre, une plus grande proportion des patients ARFID étaient des hommes plutôt que des femmes (60,6 % contre 6,1 %).
Par rapport aux patients diagnostiqués avec une anorexie mentale ou une boulimie nerveuse, les patients atteints d'ARFID sont plus susceptibles d'être diagnostiqués avec une affection médicale concomitante.
Enfin, les patients ARFID sont plus susceptibles d'avoir un trouble anxieux, mais moins susceptibles de présenter un trouble de l'humeur (bipolaire, dépression...).

## Épidémiologie
Contrairement à la plupart des troubles de l'alimentation, le taux d'ARFID peut être plus élevé chez les jeunes garçons que chez les jeunes filles. La littérature scientifique suggère que la pression parentale pour qu'un enfant mange aurait un impact négatif sur l'apport alimentaire de l'enfant, souvent associé à une alimentation dite "difficile" et à une perte de poids pendant l'enfance,. Cela peut contribuer à l'apparition de signaux de faim de l'enfant, ainsi qu'au fait que l'enfant mange pour des raisons autres que sa faim (par exemple, les émotions),.
- Dans une étude menée entre 2008 et 2012 aux États-Unis, 22,5 % des enfants âgés de 7 à 17 ans dans les programmes de jour pour le traitement des troubles alimentaires ont été diagnostiqués avec ARFID[14].
- Dans une étude de 2021, l'ARFID présente également une comorbidité élevée avec les troubles du spectre autistique (TSA), avec jusqu'à 17 % des adultes atteints de TSA à risque de développer des troubles de l'alimentation, avec des preuves modestes d'héritabilité.

- Chez les enfants, une étude a révélé une prévalence de 12,5 % de TSA chez les personnes diagnostiquées avec ARFID[19]. D'autres facteurs de risque comprennent la sensibilité au traitement sensoriel, les maladies gastro-intestinales et l'anxiété associée à l'alimentation[20].
- La prévalence chez les enfants de 4 à 7 ans est estimée à 1,3 %[21]
- La prévalence est estimée à 3,7 % chez les femmes de 8 à 18 ans[21]. L'étude de cohorte féminine avait également un IMC inférieur de 7 points à celui de la population non ARFID[22].

### Types de patients ARFID
Il existe deux types de patients ARFID identifiés : les patients à court terme et à long terme, en fonction de la durée pendant laquelle un individu a rencontré des symptômes d'ARFID.
- Les patients à court terme ont récemment reçu un diagnostic d'ARFID. Une apparition récente peut être associée à la peur de s'étouffer ou de vomir après avoir vécu ou été témoin d'un événement grave, et/ou à la peur de problèmes gastro-intestinaux.

- Les patients à long terme sont ceux qui signalent une longue histoire de symptômes d'ARFID. Ils comprennent des antécédents d'habitudes alimentaires sélectives ou médiocres, des antécédents de problèmes gastro-intestinaux ou d'anxiété généralisée qui ont eu un impact sur les comportements alimentaires tout au long de l'enfance ou au cours des dernières années.

## Causes spéculatives
Bien que les causes de l'ARFID ne soient pas bien comprises et plutôt spéculatives, il existe des causes potentielles citées par les professionnels de la santé et les chercheurs,,,,, :
- sensibilité sensorielle (sensibilité aux goûts, aux textures et à l'apparence des aliments) ;
- alimentation sélective et peur des nouveaux aliments ;
- peur de certains aliments causant de la douleur et de l'inconfort ;
- peur des vomissements et/ou des haut-le-cœur causés par des aliments nouveaux ou « dangereux » ;
- faible appétit ou désintérêt pour la nourriture ;
- problèmes gastro-intestinaux lors de la consommation d'aliments « dangereux » ;
- d'autres peurs inexpliquées entourant les aliments « dangereux » et le sentiment d'empoisonnement ;
- troubles du spectre autistique et troubles anxieux.

## Diagnostic
Le diagnostic est souvent basé sur une liste de contrôles, afin de dépister si un individu présente certains comportements et caractéristiques. Les cliniciens et cliniciennes examineront la variété d'aliments qu'un individu consomme, ainsi que la taille des portions d'aliments acceptés. Ils demanderont également la durée de l'évitement ou du refus d'aliments particuliers et s'il existe des problèmes médicaux associés, tels que la malnutrition.

### Critères
La cinquième édition du Manuel diagnostique et statistique des troubles mentaux ( DSM-5 - 2013) a renommé « Trouble de l'alimentation de la petite enfance ou de la petite enfance » en « Trouble de l'apport alimentaire évitant/restrictif » et a élargi les critères de diagnostic.
Auparavant défini comme un trouble exclusif aux enfants et aux adolescents, le trouble a vu sa définition dans le DSM-5 élargie pour inclure les adultes. Tous limitent leur alimentation et sont affectés par des problèmes physiologiques ou psychologiques connexes, mais les symptômes sont suffisamment distincts pour ne pas nécessiter un diagnostic d'autres troubles alimentaires ou trouble de l'alimentation.
Le manuel DSM-5 définit donc les critères de diagnostic :
- Troubles de l'alimentation ou de l'alimentation, mis en évidence par un ou plusieurs des éléments suivants :
  - Perte de poids substantielle (ou, chez les enfants, absence de gain de poids attendu) ;
  - Carence nutritionnelle ;
  - Dépendance à une sonde d'alimentation ou à des compléments alimentaires ;
  - Interférence psychosociale importante ;
- Perturbation non due à l'indisponibilité de nourriture ou à l'observation de normes culturelles ;
- Perturbation non due à l'anorexie mentale ou à la boulimie mentale, et aucun signe de perturbation de l'expérience de la forme corporelle ou du poids ;
- Perturbation qui n'est pas mieux expliquée par une autre affection médicale ou un trouble mental, ou lorsqu'elle survient en même temps qu'une autre condition, la perturbation dépasse ce qui est normalement causé par cette affection.

Les précédentes versions du manuel n'étaient pas inclusives dans la reconnaissance de tous les problèmes associés aux troubles de l'alimentation et de l'alimentation dans trois domaines principaux : 
- Les troubles de l'alimentation non spécifiés (EDNOS) étaient un groupe complet et fictif pour toutes les personnes qui présentaient des problèmes d'alimentation ;
- La catégorie des troubles de l'alimentation de la petite enfance / de la petite enfance a été jugée trop large, limitant les spécifications lors du traitement de ces comportements ;
- Il y a des enfants et des jeunes qui présentent des problèmes d'alimentation, mais qui ne correspondent à aucune catégorie existante à ce jour.

### Prévalence de l'ARFID par rapport à l'alimentation dite "difficile" ou néophobie alimentaire
Les enfants sont souvent des mangeurs difficiles, mais cela ne signifie pas nécessairement qu'ils répondent aux critères d'un diagnostic d'ARFID.
L'ARFID est une maladie rare, et bien qu'elle partage de nombreux symptômes avec une alimentation difficile régulière, elle n'est pas diagnostiquée au même niveau. Une alimentation difficile, qui peut présenter des symptômes similaires à ceux de l'ARFID, peut être observée chez 13 à 22 % des enfants âgés de 3 à 11 ans, alors que la prévalence de l'ARFID a « varié de 5 % à 14 % chez les patients hospitalisés en pédiatrie à l'urgence [ pour des troubles de l'alimentation ] et jusqu'à 22,5 % dans un programme de traitement pédiatrique de jour à l'urgence ».
Il existe un risque d'erreur de diagnostic étant données la similitude avec une alimentation difficile et la prévalence de cette condition, en particulier dans les cas où l'ARFID n'affecte pas gravement la personne atteinte de la maladie.

#### Différences avec une alimentation difficile
Quelques clés permettent de différencier alimentation difficile et ARFID.
C'est le subconscient qui interdit à la personne avec ARFID de manger certains aliments au point où elle refusera de manger quoi que ce soit et s'affamera si elle ne dispose pas d'autres possibilités sur ce que son subconscient a considéré comme des « aliments sûrs ». Ce qui rend également l'ARFID spécial, c'est qu'en raison de sa nature subconsciente, il ne peut pas être combattu par la corruption (par exemple, offrir à un enfant quelque chose en récompense pour avoir mangé un aliment « mauvais »), la raison, ni les cris et les menaces On pense également que l'utilisation de ces méthodes peut même entraîner une aggravation du trouble ou des angoisses  associées.
En ce qui concerne l'ARFID, manger ou ne pas manger certains aliments n'est pas un choix, mais plutôt une obligation.
L'ARFID peut aller plus loin que le repas solitaire. Il est documenté que les personnes atteintes d'ARFID peuvent avoir une anxiété particulière à essayer de nouveaux aliments, mais dans certains cas, que les personnes atteintes d'ARFID peuvent également avoir peur des nouvelles expériences dans leur ensemble ou de nouvelles situations où la nourriture est présente. Cette complication est cependant plus rare et n'est pas très largement documentée. Étant donné que certaines données suggèrent que l'ARFID peut être associée à d'autres troubles psychologiques, comme les troubles anxieux et les troubles du spectre autistique, et le TDAH (trouble déficitaire de l'attention avec hyperactivité), ces effets pourraient être dérivés de ces liens.
Enfin, l'ARFID était autrefois associée à l'anorexie mentale et à la boulimie mentale en raison de sa tendance à créer des problèmes de poids et de nutrition,, en particulier chez les enfants. Bien qu'il soit maintenant connu que les cas d'ARFID où il y a une perte ou un gain de poids plus extrême se produisent assez rarement, la malnutrition est courante, et chacun de ces symptômes peut différencier l'ARFID des conditions susmentionnées ainsi que d'une alimentation difficile.

### Difficultés entourant le diagnostic
Comme mentionné précédemment, l'alimentation difficile et l'ARFID partagent de nombreux symptômes, et les symptômes couverts dans le DSM-5 sont larges, ce qui peut être à la fois un inconvénient et un avantage. Stephanie G. Harshman de l'unité neuroendocrinienne du Massachusetts General Hospital note que : « Les définitions larges utilisées parmi les critères du DSM-5 pour [le trouble de l'apport alimentaire évitant/restrictif (ARFID)] offrent une flexibilité substantielle dans un cadre clinique ».
- Cela peut être préjudiciable, car une large portée peut conduire à des diagnostics faussement positifs d'ARFID.

- Mais c'est aussi un avantage : il est, en soi, meilleur que la description du DSM-IV qui a placé les personnes atteintes d'ARFID dans la catégorie « EDNOS » (trouble de l'alimentation non spécifié) et a rendu plus difficile pour les personnes atteintes de ce trouble d'accéder à un traitement potentiel[4].

On classait l'ARFID différemment de l'alimentation difficile avec la perte ou le gain de poids, mais étant donné qu'il ne s'agit pas d'une caractéristique universelle de l'ARFID, ce n'est plus le cas.
S'il y a une perte de poids, un changement de poids, une malnutrition plus extrême, cela peut indiquer que le patient souffre d'anorexie mentale ou de boulimie mentale, et peut également conduire à un faux diagnostic négatif.
En raison de la nouveauté relative du DSM-5 et de la nouvelle inclusion de l'ARFID, tout le monde ne connait pas ce trouble, ce qui le rend plus difficile à détecter et à diagnostiquer. Les professionnels de la santé qui ont déjà diagnostiqué l'ARFID chez un patient avant de rencontrer un autre patient atteint d'ARFID, sont plus susceptibles de le détecter et de le diagnostiquer que ceux qui ne l'avaient pas fait.

## Traitement

### Pour les adultes
Pour certains, un traitement sera nécessaire car les symptômes persistent à l'âge adulte. Le type de traitement le plus courant pour l'ARFID est une forme de thérapie cognitivo-comportementale. Travailler avec un clinicien aiderait à changer les comportements plus rapidement que les symptômes ne disparaissent généralement sans traitement. Il existe des groupes de soutien pour les adultes atteints d'ARFID.
Les symptômes  peuvent s'atténuer et peuvent même disparaître sans traitement.

### Pour les enfants
Les enfants bénéficient d'un programme de traitement à domicile en quatre étapes basé sur les principes de la désensibilisation systématique : enregistrement, récompense, relaxation et révision.
1. Dans la « phase d'enregistrement », les enfants sont encouragés à tenir un journal de leurs comportements alimentaires typiques sans tenter de modifier leurs habitudes ainsi que leurs sentiments cognitifs.
2. La « phase de récompense » implique une désensibilisation systématique. Les enfants créent une liste d'aliments qu'ils aimeraient essayer de manger un jour. Ces aliments ne sont pas nécessairement radicalement différents de leur régime alimentaire normal, mais peut-être simplement préparés d'une manière différente. Parce que l'objectif est que les enfants essaient de nouveaux aliments, les enfants sont récompensés lorsqu'ils goûtent de nouveaux aliments.
3. La « phase de relaxation » est la plus importante pour les enfants souffrant d'anxiété sévère lorsqu'ils sont confrontés à des aliments défavorables. Les enfants apprennent à se détendre pour réduire l'anxiété qu'ils ressentent. Les enfants travaillent sur une liste de stimuli anxiogènes et créent une histoire avec des images et des scénarios relaxants. Souvent, ces histoires peuvent également inclure l'introduction de nouveaux aliments avec l'aide d'une personne réelle ou d'une personne imaginaire. Les enfants écoutent ensuite cette histoire avant de manger de nouveaux aliments afin de s'imaginer participer à une plus grande variété d'aliments tout en étant détendus[7].
4. L'étape finale, la « révision », est importante pour suivre les progrès de l'enfant, à la fois lors de séances individuelles avec l'enfant, ainsi qu'avec le parent afin d'avoir une image claire de la façon dont l'enfant progresse et si les techniques de relaxation fonctionnent.

### Pour adultes et enfants

#### Dépistage
Le Nine Item Avoidant/Restrictive Food Intake Disorder Screen (NIAS) — littéralement « Dépistage en neuf sections pour repérer un trouble de restriction/évitement de l’ingestion d’aliments » est un outil  dont certains professionnels se servent pour évaluer la présence d'ARFID. Il s'agit d'une échelle de sélection de Likert en 9 sections et 6 points (pas d'accord, d'accord, neutre, etc). L'évaluation a un score total de 0 à 45 points.
Un diagnostic d'ARFID est plus probable si les scores d'un individu sont :
- supérieurs à 10 sur l'échelle de l'alimentation difficile ;
- supérieurs à 9 sur l'échelle de l'appétit ;
- et/ou supérieurs à 10 sur l'échelle de la peur.

Cette mesure s'utilise conjointement avec d'autres mesures pour augmenter la sensibilité (vrai positif) du diagnostic.

#### Traitement médical
Certaines personnes atteintes d'ARFID ont également besoin d'une aide supplémentaire en dehors de la psychothérapie pour traiter leurs carences nutritionnelles et augmenter leur apport en calories, vitamines, fer, etc.

## Prévention
Bien qu'il n'y ait aucun moyen de prédire qui développera un ARFID, on pourrait aider à diminuer la probabilité de développer le trouble,.